# Nat King Cole/Diskografie
Diese Diskografie ist eine Übersicht über die musikalischen Werke des US-amerikanischen Jazzpianisten und Sängers Nat King Cole. Den Quellenangaben und Schallplattenauszeichnungen zufolge hat er bisher mehr als 16,5 Millionen Tonträger verkauft, davon alleine in seiner Heimat über zwölf Millionen. Seine erfolgreichste Veröffentlichung ist das Album The Christmas Song mit über sechs Millionen verkauften Einheiten.

## Alben

### Studioalben
| Jahr | Titel Musiklabel Katalog-Nr.                                   | Höchstplatzierung, Gesamtwochen, AuszeichnungChartplatzierungen (Jahr, Titel, Musiklabel Katalog-Nr., Platzierungen, Wochen, Auszeichnungen, Anmerkungen) | Höchstplatzierung, Gesamtwochen, AuszeichnungChartplatzierungen (Jahr, Titel, Musiklabel Katalog-Nr., Platzierungen, Wochen, Auszeichnungen, Anmerkungen) | Höchstplatzierung, Gesamtwochen, AuszeichnungChartplatzierungen (Jahr, Titel, Musiklabel Katalog-Nr., Platzierungen, Wochen, Auszeichnungen, Anmerkungen) | Höchstplatzierung, Gesamtwochen, AuszeichnungChartplatzierungen (Jahr, Titel, Musiklabel Katalog-Nr., Platzierungen, Wochen, Auszeichnungen, Anmerkungen) | Höchstplatzierung, Gesamtwochen, AuszeichnungChartplatzierungen (Jahr, Titel, Musiklabel Katalog-Nr., Platzierungen, Wochen, Auszeichnungen, Anmerkungen) | Anmerkungen                                                                   |
| Jahr | Titel Musiklabel Katalog-Nr.                                   | DE | AT | CH | UK | US | Anmerkungen                                                                   |
| ---- | -------------------------------------------------------------- | --- | --- | --- | --- | --- | ----------------------------------------------------------------------------- |
| 1952 | Penthouse Serenade Capitol H-332                               | — | — | — | — | US10 (2 Wo.)US |                                                                               |
| 1952 | Unforgettable: Songs by Nat King Cole Capitol T-357            | — | — | — | — | US30 Platin · (39 Wo.)US |                                                                               |
| 1954 | Nat King Cole Sings for Two in Love Capitol H-420              | — | — | — | — | US6 (22 Wo.)US | mit Nelson Riddle & his Orchestra                                             |
| 1955 | Moods in Song Capitol EAP 1-633                                | — | — | — | — | US9 (17 Wo.)US | mit Nelson Riddle & his Orchestra; EP                                         |
| 1956 | Ballads of the Day Capitol T-680                               | — | — | — | — | US16 (2 Wo.)US |                                                                               |
| 1957 | After Midnight Capitol W-782                                   | — | — | — | — | US13 (2 Wo.)US | mit The King Cole Trio                                                        |
| 1957 | Love Is the Thing Capitol T-824                                | — | — | — | UK1 (14 Wo.)UK | US1 Platin · (94 Wo.)US |                                                                               |
| 1957 | This Is Nat „King“ Cole Capitol T-870                          | — | — | — | — | US18 (3 Wo.)US |                                                                               |
| 1957 | Just One of Those Things Capitol T-903                         | — | — | — | — | US18 (6 Wo.)US |                                                                               |
| 1958 | St. Louis Blues Capitol W-993                                  | — | — | — | — | US18 (3 Wo.)US | Filmsoundtrack                                                                |
| 1958 | Cole Español Capitol W-1031                                    | — | — | — | — | US12 (5 Wo.)US | spanischsprachiges Album                                                      |
| 1958 | The Very Thought of You Capitol W-1084                         | — | — | — | — | US17 (2 Wo.)US |                                                                               |
| 1959 | To Whom It May Concern Capitol W-1190                          | — | — | — | — | US45 (5 Wo.)US |                                                                               |
| 1960 | Tell Me All About Yourself Capitol W-1331                      | — | — | — | — | US33 (2 Wo.)US |                                                                               |
| 1960 | Wild Is Love Capitol W-1392                                    | — | — | — | — | US4 (23 Wo.)US |                                                                               |
| 1961 | The Touch of Your Lips Capitol W-1574                          | — | — | — | — | US79 (17 Wo.)US |                                                                               |
| 1961 | String Along with Nat „King“ Cole Encore! ENC-102              | — | — | — | UK12 (9 Wo.)UK | — | Produktion für den britischen Verkaufsmarkt                                   |
| 1962 | Nat King Cole Sings / George Shearing Plays Capitol W-1675     | — | — | — | UK8 (7 Wo.)UK | US27 (16 Wo.)US | mit George Shearing                                                           |
| 1962 | Ramblin’ Rose Capitol T-1793                                   | — | — | — | — | US3 Platin · (162 Wo.)US |                                                                               |
| 1963 | Dear Lonely Hearts Capitol T-1838                              | — | — | — | — | US24 (36 Wo.)US |                                                                               |
| 1963 | Where Did Everyone Go? Capitol W-1859                          | — | — | — | — | US68 (6 Wo.)US |                                                                               |
| 1963 | Those Lazy-Hazy – Crazy Days of Summer Capitol T-1932          | — | — | — | — | US14 (36 Wo.)US |                                                                               |
| 1964 | I Don’t Want to Be Hurt Anymore Capitol T-2118                 | — | — | — | — | US18 (45 Wo.)US |                                                                               |
| 1964 | Sings My Fair Lady Capitol T-2117                              | — | — | — | — | US74 (23 Wo.)US |                                                                               |
| 1965 | L-O-V-E Capitol T-2195                                         | — | — | — | — | US4 (38 Wo.)US |                                                                               |
| 1965 | Songs from Cat Ballou and Other Motion Pictures Capitol T-2340 | — | — | — | — | US77 (9 Wo.)US |                                                                               |
| 1971 | White Christmas Music for Pleasure MFP-5224                    | — | — | — | UK45 (1 Wo.)UK | — | mit Dean Martin, Produktion für den britischen und europäischen Verkaufsmarkt |
| 1988 | Christmas with Nat „King“ Cole Stylus SMR-868                  | — | — | — | UK25 Gold · (10 Wo.)UK | — | Produktion für den britischen Verkaufsmarkt                                   |
| 2005 | Nat & Dean at Christmas EMI 3402612                            | — | — | — | UK96 Gold · (1 Wo.)UK | — | mit Dean Martin                                                               |
| 2009 | The Christmas Song Capitol W-1967                              | — | — | CH9 (9 Wo.)CH | — | US4 ×6Sechsfachplatin · (89 Wo.)US | Erstveröffentlichung: 1962 in US 2009, in CH erstmals 2021 platziert          |
| 2019 | The Christmas Song [2009] Capitol 6852602                      | DE14 (8 Wo.)DE | AT19 (8 Wo.)AT | — | UK22 (8 Wo.)UK | — | Erstveröffentlichung: 2009 in UK 2019, in DE/AT erstmals 2022 platziert       |

grau schraffiert: keine Chartdaten aus diesem Jahr verfügbar
Weitere Studioalben
| - 1950: Nat King Cole at the Piano - 1953: This Is Nat „King“ Cole - 1954: Nat „King“ Cole’s 8 Top Pops - 1955: 10th Anniversary Part 1 - 1956: The Piano Style of Nat „King“ Cole - 1959: Welcome to the Club (mit Orchester, Dirigent: Dave Cavanaugh) - 1959: A mis amigos - 1960: Every Time I Feel the Spirit - 1960: The Magic of Christmas - 1960: Melody Mile - 1961: The Nat King Cole Story (UK: Silber) - 1962: Sings (mit Phil Flowers) - 1962: The Swingin’ Side of Nat King Cole - 1962: More Cole Español - 1962: The Christmas Song - 1963: Let’s Face the Music - 1963: Nat King Cole and Lester Young (mit Lester Young) - 1965: A Many Splendored Thing - 1966: Sings Hymns and Spirituals - 1966: Giants 3 (mit Lester Young und Buddy Rich) - 1966: The Magic of Christmas with Children - 1966: Sincerely, Nat King Cole - 1967: Thank You, Pretty Baby | - 1967: Stay as Sweet as You Are - 1967: When You’re Smiling - 1969: There, I’ve Said It Again - 1971: Anatomy of a Jam Session (mit Buddy Rich und Charlie Shavers) - 1972: Zenith Presents Nat King Cole and Nelson Riddle (mit Nelson Riddle) - 1973: Christmas with … (mit Bing Crosby und Dean Martin, UK: Gold) - 1974: Meets the Master Saxes – Lester Young, Dexter Gordon, Illinois Jacquet - 1976: On Stage - 1984: V.I.P.-Jazz 32 - 1984: NBC Proudly Presents the Nat King Cole Show (mit Nelson Riddle and His Orchestra) - 1984: Christmas Is for Children - 1987: The Unreleased - 1987: Stage Show (The Dorsey Brothers, Tommy and Jimmy, mit Nat King Cole und The McQuire Sisters) - 1990: Shooting High - 1992: Nat King Cole (Box mit 4 CDs) - 1992: Christmas Album (EMI, UK: Silber) - 1993: Let’s Fall in Love (UK: Gold) - 1998: Christmas Album (EMI Gold, UK: Silber) - 1998: Christmas Together (mit Dean Martin, UK: Gold) - 2001: Night Lights - 2007: The Spanish Remixes (mit Lenny Ibizarre) - 2007: Merry Christmas (UK: Gold) |

### Livealben
| Jahr | Titel Musiklabel Katalog-Nr. | Höchstplatzierung, Gesamtwochen, AuszeichnungChartplatzierungen (Jahr, Titel, Musiklabel Katalog-Nr., Platzierungen, Wochen, Auszeichnungen, Anmerkungen) | Höchstplatzierung, Gesamtwochen, AuszeichnungChartplatzierungen (Jahr, Titel, Musiklabel Katalog-Nr., Platzierungen, Wochen, Auszeichnungen, Anmerkungen) | Höchstplatzierung, Gesamtwochen, AuszeichnungChartplatzierungen (Jahr, Titel, Musiklabel Katalog-Nr., Platzierungen, Wochen, Auszeichnungen, Anmerkungen) | Höchstplatzierung, Gesamtwochen, AuszeichnungChartplatzierungen (Jahr, Titel, Musiklabel Katalog-Nr., Platzierungen, Wochen, Auszeichnungen, Anmerkungen) | Höchstplatzierung, Gesamtwochen, AuszeichnungChartplatzierungen (Jahr, Titel, Musiklabel Katalog-Nr., Platzierungen, Wochen, Auszeichnungen, Anmerkungen) | Anmerkungen |
| Jahr | Titel Musiklabel Katalog-Nr. | DE | AT | CH | UK | US | Anmerkungen |
| ---- | ---------------------------- | --- | --- | --- | --- | --- | ----------- |
| 1966 | At the Sands Capitol T-2434  | — | — | — | — | US74 (11 Wo.)US |             |

grau schraffiert: keine Chartdaten aus diesem Jahr verfügbar
Weitere Livealben
- 1981: The Nat King Cole Show – Live 1957 Broadcasts (mit Nelson Riddle)
- 2013: Live at New Latin Quarter
- 2013: Recorded Live in Zurich – 1960 (mit Quincy Jones and His Big Band)
- 2014: Live in Tokyo

### Kompilationen
| Jahr | Titel Musiklabel Katalog-Nr.                  | Höchstplatzierung, Gesamtwochen, AuszeichnungChartplatzierungen (Jahr, Titel, Musiklabel Katalog-Nr., Platzierungen, Wochen, Auszeichnungen, Anmerkungen) | Höchstplatzierung, Gesamtwochen, AuszeichnungChartplatzierungen (Jahr, Titel, Musiklabel Katalog-Nr., Platzierungen, Wochen, Auszeichnungen, Anmerkungen) | Höchstplatzierung, Gesamtwochen, AuszeichnungChartplatzierungen (Jahr, Titel, Musiklabel Katalog-Nr., Platzierungen, Wochen, Auszeichnungen, Anmerkungen) | Höchstplatzierung, Gesamtwochen, AuszeichnungChartplatzierungen (Jahr, Titel, Musiklabel Katalog-Nr., Platzierungen, Wochen, Auszeichnungen, Anmerkungen) | Höchstplatzierung, Gesamtwochen, AuszeichnungChartplatzierungen (Jahr, Titel, Musiklabel Katalog-Nr., Platzierungen, Wochen, Auszeichnungen, Anmerkungen) | Anmerkungen                                                                                 |
| Jahr | Titel Musiklabel Katalog-Nr.                  | DE | AT | CH | UK | US | Anmerkungen                                                                                 |
| ---- | --------------------------------------------- | --- | --- | --- | --- | --- | ------------------------------------------------------------------------------------------- |
| 1954 | Today’s Top Hits Vol. 12                      | — | — | — | — | US14 (2 Wo.)US | mit Les Paul und Mary Ford                                                                  |
| 1964 | Unforgettable Nat King Cole                   | DE18 (8 Wo.)DE | — | — | UK11 (8 Wo.)UK | — |                                                                                             |
| 1965 | Looking Back                                  | — | — | — | — | US60 (14 Wo.)US |                                                                                             |
| 1966 | The Great Songs!                              | — | — | — | — | US145 (3 Wo.)US | ursprünglich 1957 erschienen                                                                |
| 1968 | The Best of Nat King Cole                     | — | — | — | UK5 (18 Wo.)UK | US187 Platin · (5 Wo.)US | Erstveröffentlichung: November 1968                                                         |
| 1969 | Close-Up                                      | — | — | — | — | US197 (3 Wo.)US | Wiederveröffentlichung der Alben Ballads of the Day und Nat King Cole’s Top Pops als Boxset |
| 1970 | Best Of – Vol. 2                              | — | — | — | UK39 (2 Wo.)UK | — |                                                                                             |
| 1978 | 20 Golden Greats                              | — | — | — | UK1 Platin · (37 Wo.)UK | — |                                                                                             |
| 1982 | 20 Greatest Love Songs                        | — | — | — | UK7 Platin · (26 Wo.)UK | — | Erstveröffentlichung: November 1982                                                         |
| 1990 | The Capitol Collectors Series                 | — | — | — | — | US86 Gold · (28 Wo.)US | Erstveröffentlichung: 29. Januar 1990                                                       |
| 1991 | The Unforgettable Nat King Cole EMI CDEMTV 61 | — | — | — | UK23 Silber · (8 Wo.)UK | US— GoldUS |                                                                                             |
| 1999 | The Ultimate Collection                       | — | — | — | UK26 Platin · (7 Wo.)UK | — | Erstveröffentlichung: 8. November 1999                                                      |
| 2003 | Love Songs                                    | — | — | — | UK20 Silber · (3 Wo.)UK | — | Erstveröffentlichung: 3. Februar 2003                                                       |
| 2005 | The World of Nat King Cole                    | — | — | — | UK51 Gold · (3 Wo.)UK | US41 (6 Wo.)US | Erstveröffentlichung: 25. Januar 2005                                                       |
| 2006 | The Very Best of Nat King Cole                | — | — | — | — | US131 (2 Wo.)US | Erstveröffentlichung: 2. Mai 2006                                                           |

grau schraffiert: keine Chartdaten aus diesem Jahr verfügbar
Weitere Kompilationen
- 1989: The One and Only Nat King Cole (UK: Gold)
- 1991: Collection
- 1994: Greatest Hits (US: Platin)
- 2006: The Collection (The Red Box) (UK: Gold)
- 2017: A Bouquet of Hits
- 2010: Hittin’ the Ramp: The Early Years (1936–1943) (Resonance Records, ed. 2019)

### EPs
| Jahr | Titel Musiklabel Katalog-Nr.                                   | Höchstplatzierung, Gesamtwochen, AuszeichnungChartplatzierungen (Jahr, Titel, Musiklabel Katalog-Nr., Platzierungen, Wochen, Auszeichnungen, Anmerkungen) | Höchstplatzierung, Gesamtwochen, AuszeichnungChartplatzierungen (Jahr, Titel, Musiklabel Katalog-Nr., Platzierungen, Wochen, Auszeichnungen, Anmerkungen) | Höchstplatzierung, Gesamtwochen, AuszeichnungChartplatzierungen (Jahr, Titel, Musiklabel Katalog-Nr., Platzierungen, Wochen, Auszeichnungen, Anmerkungen) | Höchstplatzierung, Gesamtwochen, AuszeichnungChartplatzierungen (Jahr, Titel, Musiklabel Katalog-Nr., Platzierungen, Wochen, Auszeichnungen, Anmerkungen) | Höchstplatzierung, Gesamtwochen, AuszeichnungChartplatzierungen (Jahr, Titel, Musiklabel Katalog-Nr., Platzierungen, Wochen, Auszeichnungen, Anmerkungen) | Anmerkungen            |
| Jahr | Titel Musiklabel Katalog-Nr.                                   | DE | AT | CH | UK | US | Anmerkungen            |
| ---- | -------------------------------------------------------------- | --- | --- | --- | --- | --- | ---------------------- |
| 1954 | Nat „King“ Cole Sings Capitol EAP 1-9120                       | — | — | — | — | US5 (20 Wo.)US |                        |
| 1955 | Nat „King“ Cole 10th Anniversary                               | — | — | — | — | US7 (12 Wo.)US | mit The King Cole Trio |
| 2008 | NBC Sounds of the Season: The Nat King Cole Holiday Collection | — | — | — | — | US44 (7 Wo.)US |                        |

grau schraffiert: keine Chartdaten aus diesem Jahr verfügbar
Weitere EPs
| - 1950: Laura / Once in a Blue Moon (Based on Rubinstein’s Melody in F) / Polka Dots and Moonbeams / Down by the Old Mill Stream - 1953: The Christmas Song - 1954: Unforgettable Songs by Nat „King“ Cole Part 1 - 1954: Unforgettable Songs by Nat „King“ Cole Part 2 - 1954: Unforgettable Songs by Nat „King“ Cole Part 3 - 1954: Songs by Nat „King“ Cole - 1955: Two in Love - 1955: Love Songs by Nat „King“ Cole - 1955: Moods in Song - 1955: Nat „King“ Cole - 1955: Nat „King“ Cole 10th Anniversary - 1955: 10th Anniversary Album – Part 2 - 1955: 10th Anniversary Album – Part 3 - 1955: 10th Anniversary Album – Part 4 - 1955: Nat „King“ Cole Sings for Two in Love (Doppel-EP) - 1956: The Piano Style of Nat „King“ Cole - 1956: Sings Songs from „Strip for Action“ - 1956: Nat „King“ Cole - 1956: The Nat “King” Cole Trio - 1956: Too Young to Go Steady / I Just Found Out About Love and I Like It / Dame Crazy / Love Me as Though There Were No Tomorrow - 1956: Strip for Action - 1956: The Christmas Song - 1957: Night Lights | - 1957: Love Is the Thing, Part 1 - 1957: Love Is the Thing, Part 2 - 1957: Love Is the Thing, Part 3 - 1957: After Midnight Part 1 - 1957: After Midnight Part 2 - 1957: After Midnight Part 3 - 1957: After Midnight Part 4 - 1957: Around the World - 1958: St. Louis Blues - 1958: Cole Espanol - 1958: Looking Back - 1958: St Louis Blues Part 3 - 1959: You Made Me Love You / I Must Be Dreaming / Give Me Your Love / Madrid - 1959: Night of the Quarter Moon - 1959: Welcome to the Club: Part 1 - 1959: The Very Thought of You, Part 2 - 1959: To Whom It May Concern Part 3 - 1960: Midnight Flyer - 1960: Unforgettable - 1961: Tenderly - 1961: Love Is Here to Stay - 1962: Ramblin Rose - 1963: Nat King Cole Sings, The George Shearing Quintet Plays (mit George Shearing) - 1964: Nat King Cole Sings Selections from Lerner & Loewe’s My Fair Lady* - 1966: Nat King Cole at the Sands |

## Singles
| Jahr | Titel Album                                                         | Höchstplatzierung, Gesamtwochen, AuszeichnungChartplatzierungen (Jahr, Titel, Album, Platzierungen, Wochen, Auszeichnungen, Anmerkungen) | Höchstplatzierung, Gesamtwochen, AuszeichnungChartplatzierungen (Jahr, Titel, Album, Platzierungen, Wochen, Auszeichnungen, Anmerkungen) | Höchstplatzierung, Gesamtwochen, AuszeichnungChartplatzierungen (Jahr, Titel, Album, Platzierungen, Wochen, Auszeichnungen, Anmerkungen) | Höchstplatzierung, Gesamtwochen, AuszeichnungChartplatzierungen (Jahr, Titel, Album, Platzierungen, Wochen, Auszeichnungen, Anmerkungen) | Höchstplatzierung, Gesamtwochen, AuszeichnungChartplatzierungen (Jahr, Titel, Album, Platzierungen, Wochen, Auszeichnungen, Anmerkungen) | Anmerkungen |
| Jahr | Titel Album                                                         | DE | AT | CH | UK | US | Anmerkungen |
| --- | ------------------------------------------------------------------- | --- | --- | --- | --- | --- | --- |
| 1942 | This Ain’t Right –                                                  | — | — | — | — | — | mit The King Cole Trio |
| 1944 | Straighten Up and Fly Right –                                       | — | — | — | — | US9 (2 Wo.)US | mit The King Cole Trio |
| 1946 | (I Love You) for Sentimental Reasons –                              | — | — | — | — | US1 (12 Wo.)US | mit The King Cole Trio |
| 1946 | The Christmas Song (Merry Christmas to You) –                       | — | — | — | — | US7 (2 Wo.)US | mit The King Cole Trio |
| 1946 | Route 66 (Get Your Kicks On) von Bobby Troup –                      | — | — | — | — | US—US | mit The King Cole Trio |
| 1948 | Nature Boy –                                                        | — | — | — | — | US1 (15 Wo.)US | |
| 1950 | Mona Lisa –                                                         | — | — | — | — | US1 (27 Wo.)US | |
| 1950 | Orange Colored Sky –                                                | — | — | — | — | US11 (13 Wo.)US | mit The King Cole Trio und Stan Kenton and His Orchestra                                                                     |
| 1951 | Jet –                                                               | — | — | — | — | US20 (2 Wo.)US | mit The Ray Charles Singers                                                                                                  |
| 1951 | Too Young –                                                         | — | — | — | — | US1 (29 Wo.)US | Erstveröffentlichung: 26. März 1951                                                                                          |
| 1951 | Red Sails in the Sunset –                                           | — | — | — | — | US24 (2 Wo.)US | |
| 1951 | Unforgettable –                                                     | — | — | — | UK— SilberUK | US14 (15 Wo.)US | |
| 1952 | Somewhere Along the Way Nat „King“ Cole’s 8 Top Pops                | — | — | — | UK3 (7 Wo.)UK | US8 (23 Wo.)US | Erstveröffentlichung: April 1952                                                                                             |
| 1952 | Walkin’ My Baby Back Home –                                         | — | — | — | — | US12 (10 Wo.)US | |
| 1952 | Funny (Not Much) –                                                  | — | — | — | — | US26 (1 Wo.)US | |
| 1952 | Because You’re Mine Nat „King“ Cole’s 8 Top Pops                    | — | — | — | UK6 (4 Wo.)UK | US17 (5 Wo.)US | |
| 1952 | Ruby and the Pearl –                                                | — | — | — | — | US25 (2 Wo.)US | |
| 1953 | Faith Can Move Mountains Nat „King“ Cole’s 8 Top Pops               | — | — | — | UK10 (4 Wo.)UK | US24 (4 Wo.)US | |
| 1953 | Pretend Unforgettable                                               | — | — | — | UK2 (18 Wo.)UK | US3 (20 Wo.)US | Erstveröffentlichung: Januar 1953                                                                                            |
| 1953 | Can’t I? Melody Mile                                                | — | — | — | UK6 (8 Wo.)UK | US17 (3 Wo.)US | |
| 1953 | Mother Nature and Father Time Sings His Favourites                  | — | — | — | UK7 (7 Wo.)UK | — | |
| 1954 | Tenderly Sings for Two in Love                                      | — | — | — | UK10 (1 Wo.)UK | — | |
| 1954 | Answer Me, My Love –                                                | — | — | — | — | US6 (19 Wo.)US | |
| 1954 | Smile Ballads of the Day                                            | — | — | — | UK2 Silber · (14 Wo.)UK | US14 (11 Wo.)US | |
| 1954 | Make Her Mine Unforgettable                                         | — | — | — | UK11 (2 Wo.)UK | — | |
| 1954 | Hajji Baba (Persian Lament) Unforgettable                           | — | — | — | — | US14 (7 Wo.)US | |
| 1955 | Darling Je Veus Aime Beaucoup –                                     | — | — | — | — | US10 (16 Wo.)US | |
| 1955 | Sand and the Sea –                                                  | — | — | — | — | US23 (4 Wo.)US | |
| 1955 | A Blossom Fell Ballads of the Day                                   | — | — | — | UK3 (10 Wo.)UK | US2 (20 Wo.)US | Erstveröffentlichung: Februar 1955                                                                                           |
| 1955 | My One Sin (In Life) Ballads of the Day                             | — | — | — | UK17 (2 Wo.)UK | US24 (2 Wo.)US | |
| 1955 | Someone You Love This Is Nat „King“ Cole                            | — | — | — | — | US13 (16 Wo.)US | |
| 1955 | Forgive My Heart This Is Nat „King“ Cole                            | — | — | — | — | US21 (10 Wo.)US | |
| 1955 | Take Me Back to Toyland –                                           | — | — | — | — | US47 (8 Wo.)US | Erstveröffentlichung: Dezember 1955                                                                                          |
| 1956 | My Personal Possession –                                            | — | — | — | — | US63 (15 Wo.)US | |
| 1956 | I’m Gonna Laugh You Right Out of My Life This Is Nat „King“ Cole    | — | — | — | — | US57 (5 Wo.)US | |
| 1956 | Dreams Can Tell a Lie This Is Nat „King“ Cole                       | — | — | — | UK10 (9 Wo.)UK | — | Erstveröffentlichung: Januar 1956                                                                                            |
| 1956 | Ask Me –                                                            | — | — | — | — | US25 (11 Wo.)US | |
| 1956 | Nothing Ever Changes My Love for You This Is Nat „King“ Cole        | — | — | — | — | US72 (6 Wo.)US | Erstveröffentlichung: Januar 1956                                                                                            |
| 1956 | Too Young to Go Steady This Is Nat „King“ Cole                      | — | — | — | UK8 (14 Wo.)UK | US31 (12 Wo.)US | Erstveröffentlichung: März 1956                                                                                              |
| 1956 | Never Let Me Go This Is Nat „King“ Cole                             | — | — | — | — | US79 (6 Wo.)US | |
| 1956 | My Dream Sonata –                                                   | — | — | — | — | US59 (8 Wo.)US | |
| 1956 | That’s All There Is to That –                                       | — | — | — | — | US18 (20 Wo.)US | mit The Four Knights |
| 1956 | Love Me as Though There Were No Tomorrow This Is Nat „King“ Cole    | — | — | — | UK11 (15 Wo.)UK | — | |
| 1956 | To the Ends of the Earth This Is Nat „King“ Cole                    | — | — | — | — | US39 (13 Wo.)US | |
| 1956 | Night Lights The Nat King Cole Story                                | — | — | — | — | US16 (18 Wo.)US | Erstveröffentlichung: September 1956                                                                                         |
| 1957 | What’s the Reason I’m Not Pleasing You –                            | — | — | — | — | US50 (10 Wo.)US | |
| 1957 | You Are My First Love Tell Me All About Yourself                    | — | — | — | — | US65 (6 Wo.)US | |
| 1957 | Ballerina The Nat King Cole Story                                   | — | — | — | — | US36 (13 Wo.)US | |
| 1957 | When I Fall in Love Love Is the Thing                               | — | — | — | UK2 Silber · (27 Wo.)UK | — | Erstveröffentlichung: April 1957                                                                                             |
| 1957 | When Rock ’n’ Roll Came to Trinidad Shooting High                   | — | — | — | UK28 (1 Wo.)UK | US48 (7 Wo.)US | Erstveröffentlichung: April 1957                                                                                             |
| 1957 | Send for Me The Nat King Cole Story                                 | — | — | — | — | US7 (27 Wo.)US | Erstveröffentlichung: Juni 1957                                                                                              |
| 1957 | Stardust Love Is the Thing                                          | — | — | — | UK24 (2 Wo.)UK | US79 (4 Wo.)US | Erstveröffentlichung: Oktober 1957                                                                                           |
| 1957 | My Personal Possession Shooting High                                | — | — | — | UK21 (2 Wo.)UK | US63 (14 Wo.)US | mit The Four Knights |
| 1957 | With You on My Mind –                                               | — | — | — | — | US33 (14 Wo.)US | |
| 1957 | Angel Smile –                                                       | — | — | — | — | US35 (13 Wo.)US | Erstveröffentlichung: November 1957                                                                                          |
| 1958 | Do I Like It –                                                      | — | — | — | — | US67 (6 Wo.)US | |
| 1958 | Looking Back The Nat King Cole Story                                | — | — | — | — | US5 (17 Wo.)US | Erstveröffentlichung: März 1958                                                                                              |
| 1958 | Come Closer to Me (Acercate Mas) Cole Español                       | — | — | — | — | US41 (11 Wo.)US | Erstveröffentlichung: Juli 1958                                                                                              |
| 1958 | Nothing in the World Sincerely, Nat King Cole                       | — | — | — | — | US99 (1 Wo.)US | |
| 1958 | Non Dimenticar (Don’t Forget) The Best of Nat King Cole             | — | — | — | — | US45 (11 Wo.)US | Erstveröffentlichung: 22. September 1958                                                                                     |
| 1959 | Madrid Nat King Cole’s Greatest                                     | — | — | — | — | US85 (3 Wo.)US | |
| 1959 | Give Me Your Love –                                                 | — | — | — | — | US82 (4 Wo.)US | |
| 1959 | You Made Me Love You Thank You, Pretty Baby                         | — | — | — | UK22 (3 Wo.)UK | US45 (9 Wo.)US | |
| 1959 | I Must Be Dreaming –                                                | — | — | — | — | US69 (4 Wo.)US | |
| 1959 | Midnight Flyer Looking Back                                         | — | — | — | UK23 (4 Wo.)UK | US51 (12 Wo.)US | Grammy (Best Performance by a Top 40 Artist)                                                                                 |
| 1959 | Sweet Bird of Youth Looking Back                                    | — | — | — | — | US96 (2 Wo.)US | |
| 1960 | Time and the River Looking Back                                     | — | — | — | UK23 (5 Wo.)UK | US30 (8 Wo.)US | |
| 1960 | Whatcha’ Gonna Do –                                                 | — | — | — | — | US92 (2 Wo.)US | |
| 1960 | That’s You –                                                        | — | — | — | UK10 (8 Wo.)UK | — | |
| 1960 | My Love –                                                           | — | — | — | — | US47 (8 Wo.)US | mit Stan Kenton |
| 1960 | Just as Much as Ever Looking Back                                   | — | — | — | UK18 (10 Wo.)UK | — | |
| 1960 | The Christmas Song (Merry Christmas to You) The Nat King Cole Story | DE30 (19 Wo.)DE | AT29 (15 Wo.)AT | CH27 (18 Wo.)CH | UK32 Platin · (39 Wo.)UK | US9 (49 Wo.)US | |
| 1961 | If I Knew The Beautiful Ballads                                     | — | — | — | — | US86 (2 Wo.)US | |
| 1961 | The World in My Arms Looking Back                                   | — | — | — | UK36 (10 Wo.)UK | — | |
| 1961 | Take a Fool’s Advice Sincerely, Nat King Cole                       | — | — | — | — | US71 (7 Wo.)US | |
| 1961 | Let True Love Begin Sincerely, Nat King Cole                        | — | — | — | UK29 (10 Wo.)UK | US73 (4 Wo.)US | |
| 1962 | Brazilian Love Song Thank You, Pretty Baby                          | — | — | — | UK34 (4 Wo.)UK | — | Erstveröffentlichung: 3. Februar 1962                                                                                        |
| 1962 | The Right Thing to Say –                                            | — | — | — | UK42 (4 Wo.)UK | — | |
| 1962 | Let There Be Love Nat King Cole Sings / George Shearing Plays       | — | — | — | UK11 (14 Wo.)UK | — | mit George Shearing |
| 1962 | Ramblin’ Rose                                                       | DE3 (24 Wo.)DE | — | — | UK5 (14 Wo.)UK | US2 (16 Wo.)US | |
| 1962 | Dear Lonely Hearts                                                  | — | — | — | UK37 (3 Wo.)UK | US13 (11 Wo.)US | Erstveröffentlichung: 12. November 1962                                                                                      |
| 1963 | All Over the World Dear Lonely Hearts                               | — | — | — | — | US42 (9 Wo.)US | |
| 1963 | Nothing Goes Up (Without Coming Down) –                             | — | — | — | — | US87 (3 Wo.)US | |
| 1963 | Those Lazy-Hazy – Crazy Days of Summer                              | — | — | — | — | US6 (12 Wo.)US | Erstveröffentlichung: 6. Mai 1963                                                                                            |
| 1963 | That Sunday, That Summer Those Lazy-Hazy – Crazy Days of Summer     | — | — | — | — | US12 (13 Wo.)US | Erstveröffentlichung: 26. August 1963                                                                                        |
| 1963 | Mr. Wishing Well Thank You, Pretty Baby                             | — | — | — | — | US92 (3 Wo.)US | |
| 1963 | Daisy Bell von Harry Dacre                                          | — | — | — | — | US—US | |
| 1964 | My True Carrie, Love The Best of Nat King Cole N. 2                 | — | — | — | — | US49 (6 Wo.)US | |
| 1964 | People Thank You, Pretty Baby                                       | — | — | — | — | US100 (1 Wo.)US | |
| 1964 | I Don’t Want to Be Hurt Anymore                                     | — | — | — | — | US22 (9 Wo.)US | |
| 1964 | I Don’t Want to See Tomorrow I Don’t Want to Be Hurt Anymore        | — | — | — | — | US34 (9 Wo.)US | |
| 1964 | L-O-V-E                                                             | — | — | — | UK— GoldUK | US81 (4 Wo.)US | Erstveröffentlichung: 7. September 1964 erschien in deutscher, englischer, italienischer, spanischer und japanischer Sprache |
| 1966 | Let Me Tell You, Babe Sincerely, Nat King Cole                      | — | — | — | — | US90 (4 Wo.)US | |
| 1988 | Unforgettable                                                       | — | — | — | UK84 (4 Wo.)UK | — | |
| 1991 | Unforgettable Unforgettable with Love                               | DE78 (3 Wo.)DE | — | — | UK19 (8 Wo.)UK | US14 (17 Wo.)US | mit Natalie Cole |
| 1994 | Let’s Face the Music and Dance Let’s Face the Music                 | — | — | — | UK30 (4 Wo.)UK | — | |
| Folgende Lieder erschienen nicht als Single, wurden aber durch das Album zum Download und Streaming bereitgestellt und konnten somit eine Platzierung erlangen: |                                                                     | | | | | | |
| |                                                                     | | | | | | |
| 1959 | The Happiest Christmas Tree Christmas With Nat & Dean               | DE69 (2 Wo.)DE | — | — | — | — | Charteinstieg: 30. Dezember 2022                                                                                             |
| 1960 | Deck the Halls The Magic of Christmas                               | — | — | CH60 (3 Wo.)CH | UK50 Silber · (5 Wo.)UK | US16 (17 Wo.)US | Charteinstieg: 26. Dezember 2020 Charteinstieg CH: 1. Januar 2023                                                            |
| 1960 | Joy to the World –                                                  | — | — | CH98 (1 Wo.)CH | — | — | Charteinstieg: 31. Dezember 2023                                                                                             |

grau schraffiert: keine Chartdaten aus diesem Jahr verfügbar
Weitere Singles
| - 1947: Nat Meets June (Metronome All Stars mit June Christy und Nat Cole) - 1947: Lost April / Nature Boy (mit The King Cole Trio) - 1949: Land of Love / Yes Sir, That’s My Baby - 1949: (Here Is My Heart) Nalini - 1950: Get Out and Get Under the Moon (mit Maria Cole) - 1950: The Magic Tree (mit Les Baxter Chorus and Orchestra) - 1950: Baby, Won’t You Say You Love Me - 1950: Penthouse Serenade (When We’re Alone) (Nat King Cole at the Piano) - 1950: Down by the Old Mill Stream (Nat King Cole at the Piano) - 1950: Laura (Nat King Cole at the Piano) - 1950: (All I Want for Christmas Is) My Two Front Teeth / The Christmas Song (Merry Christmas to You) - 1950: Frosty the Snowman (mit The Singing Pussy Cats) - 1951: Calypso Blues - 1951: Because of Rain (mit The Les Baxter Chorus and Orchestra) - 1951: My Brother - 1951: I’ll Always Remember You - 1951: Miss Me - 1951: A Weaver of Dreams - 1952: You Weren’t There - 1952: Strange - 1952: Makin’ Whoopee - 1952: Summer Is a-Comin’ In - 1953: I Am in Love - 1953: Return to Paradise - 1953: If Love Is Good to Me - 1953: Lover, Come Back to Me! - 1953: The Little Boy That Santa Claus Forgot - 1954: It Happens to Be Me | - 1954: Open Up the Doghouse (Two Cats Are Comin’ In) - 1954: If I Give My Heart to You - 1954: Papa Loves Mambo - 1955: Long, Long Ago (mit Dean Martin) - 1955: Annabelle - 1955: If I May - 1955: Love Is a Many Splendoured Thing - 1957: Dame Crazy - 1957: (The Song Of) Raintree County - 1957: All for You - 1959: The Happiest Christmas Tree - 1960: Steady - 1961: Illusion - 1961: Goodnight, Little Leaguer - 1961: Cappuccina - 1961: Arriverderci, Roma - 1961: Step Right Up (And Say You Love Me) - 1962: Vaya con Dios - 1964: Look No Further - 1964: Marnie - 1964: More and More of Your Amor - 1965: No Other Heart - 1965: The Ballad of Cat Ballou - 1965: Wanderlust - 1965: Looking Back - 1967: You’ll See - 1968: Around the World |

## Videoalben
| - 1989: The Nat King Cole Collection Volume 2 - 1990: The Unforgettable - 1991: The Incomparable Nat King Cole, Vol. 1 - 1992: The Incomparable Nat King Cole, Vol. 2 - 1999: Sander Telescriptions - 2002: An Evening with Nat King Cole - 2003: When I Fall in Love: The One and Only - 2003: Swing Era - 2003: The Timeless Nat King Cole Shows - 2003: Remembering Nat King Cole - 2004: The Snader Telescriptions | - 2004: Soundies & Telescriptions - 2004: Encore - 2004: The Legendary Nat King Cole - 2004: A Nightingale Sang: Tribute to Nat King Cole - 2004: Unforgettable - 2005: Stardust Memories - 2005: Legends in Concert: Magic of the Music - 2005: For Sentimental Reasons - 2005: Moonlight Kisses - 2005: Nat King Cole Collection - 2006: Mona Lisa |

## Statistik

### Chartauswertung
|                     | DE    | AT    | CH    | UK     | US     |
| ------------------- | ----- | ----- | ----- | ------ | ------ |
| Nummer-eins-Alben   | DE—DE | AT—AT | CH—CH | UK2UK  | US1US  |
| Top-10-Alben        | DE—DE | AT—AT | CH1CH | UK5UK  | US10US |
| Alben in den Charts | DE2DE | AT1AT | CH1CH | UK15UK | US38US |

|                       | DE    | AT    | CH    | UK     | US     |
| --------------------- | ----- | ----- | ----- | ------ | ------ |
| Nummer-eins-Singles   | DE—DE | AT—AT | CH—CH | UK—UK  | US4US  |
| Top-10-Singles        | DE1DE | AT—AT | CH—CH | UK13UK | US16US |
| Singles in den Charts | DE3DE | AT1AT | CH3CH | UK28UK | US80US |

### Auszeichnungen für Musikverkäufe
| Goldene Schallplatte - Australien - 1991: für die Single Unforgettable - Dänemark - 2022: für das Album The Christmas Song - Finnland - 1981: für das Album 20 Golden Greats - Griechenland - 2023: für die Single The Christmas Song - Italien - 2021: für die Single The Christmas Song - 2023: für das Lied Deck the Halls - Kanada - 2003: für das Album Greatest Hits - Neuseeland - 2022: für die Single The Christmas Song - Portugal - 1987: für das Album The Nat King Cole Collection - 2005: für das Album Nat King Cole en Español - 2024: für die Single The Christmas Song - Spanien - 1981: für das Album Nat King Cole en Español - 2024: für die Single L-O-V-E | Platin-Schallplatte - Australien - 1991: für das Album 20 Golden Greats - Dänemark - 2023: für die Single The Christmas Song - Neuseeland - 2002: für das Album The Unforgettable Nat King Cole - Spanien - 1981: für das Album Inolvidable Nat King Cole - 1991: für das Album Collection 2× Platin-Schallplatte - Neuseeland - 1991: für das Album 20 Golden Greats |

Anmerkung: Auszeichnungen in Ländern aus den Charttabellen bzw. Chartboxen sind in ebendiesen zu finden.
| Land/RegionAuszeichnungen für Musikverkäufe (Land/Region, Auszeichnungen, Verkäufe, Quellen) | Silber     | Gold       | Platin       | Verkäufe   | Quellen                   |
| -------------------------------------------------------------------------------------------- | ---------- | ---------- | ------------ | ---------- | ------------------------- |
| Australien (ARIA)                                                                            | —          | Gold1      | Platin1      | 105.000    | aria.com.au               |
| Dänemark (IFPI)                                                                              | —          | Gold1      | Platin1      | 100.000    | ifpi.dk                   |
| Finnland (IFPI)                                                                              | —          | Gold1      | —            | 20.000     | ifpi.fi                   |
| Griechenland (IFPI)                                                                          | —          | Gold1      | —            | 10.000     | Einzelnachweise           |
| Italien (FIMI)                                                                               | —          | 2× Gold2   | —            | 85.000     | fimi.it                   |
| Kanada (MC)                                                                                  | —          | Gold1      | —            | 50.000     | musiccanada.com           |
| Neuseeland (RMNZ)                                                                            | —          | Gold1      | 3× Platin3   | 70.000     | aotearoamusiccharts.co.nz |
| Portugal (AFP)                                                                               | —          | 3× Gold3   | —            | 35.000     | Einzelnachweise           |
| Spanien (Promusicae)                                                                         | —          | 2× Gold2   | 2× Platin2   | 280.000    | elportaldemusica.es ES2   |
| Vereinigte Staaten (RIAA)                                                                    | —          | 2× Gold2   | 11× Platin11 | 12.000.000 | riaa.com                  |
| Vereinigtes Königreich (BPI)                                                                 | 9× Silber9 | 10× Gold10 | 4× Platin4   | 3.900.000  | bpi.co.uk                 |
| Insgesamt                                                                                    | 9× Silber9 | 25× Gold25 | 22× Platin22 |            |                           |